# Point of Bay
Point of Bay is een gemeente (town) in de Canadese provincie Newfoundland en Labrador. De gemeente ligt aan de Bay of Exploits aan de noordkust van het eiland Newfoundland.

## Geschiedenis
In 1967 werd het dorp een gemeente met de status van local government community (LGC). In 1980 werden LGC's op basis van The Municipalities Act als bestuursvorm afgeschaft. De gemeente werd daarop automatisch een community om een aantal jaren later uiteindelijk een town te worden.

## Demografie
Demografisch gezien is Point of Bay, net zoals de meeste kleine dorpen op Newfoundland, aan het krimpen. Tussen 1991 en 2021 daalde de bevolkingsomvang van 209 naar 137. Dat komt neer op een daling van 72 inwoners (-34,4%) in dertig jaar tijd.
| Jaar | Aantal inwoners | Verschil |
| ---- | --------------- | -------- |
| 1991 | 209             | –        |
| 1996 | 183             | -12,4%   |
| 2001 | 169             | -7,7%    |
| 2006 | 163             | -3,6%    |
| 2011 | 159             | -2,5%    |
| 2016 | 154             | -3,1%    |
| 2021 | 137             | -11,0%   |